# Team B 4th Stage「偶像的黎明」
Team B 4th Stage「偶像的黎明」（日语：チームB 4th Stage「アイドルの夜明け」）是AKB48 team B的第4台剧场公演。
本页内也记述了演出内容基本相同的其他公演的相关事项。

## 概要
Tteam B的第2台专属公演，历时超过1年的长时间公演。特征是开场时的军乐团风格的乐器演奏。之后本公演也被用作Team M的第一台公演，
此外也举行了内容基本一样，只没有乐器演奏的研究生组公演。

## 公演内容

### 曲目
1. 《overture》
（作曲、编曲：尾澤拓实（日语：尾澤拓実）　歌：TAZ）

基本上所有AKB48公演都有使用。
2. 《偶像的黎明》（アイドルの夜明け）
（作词：秋元康　作曲：Rie　编曲：野中MASA雄一（日语：野中"まさ"雄一））
3. 《大家一起来》（みなさんもご一緒に）
（作词：秋元康　作曲：篤永猛彦　编曲：野中MASA雄一）
4. 《春风吹拂时》（春一番が吹く頃）
（作词：秋元康　作曲：小網準　编曲：市川裕一）
5. 《拳之正义》（拳の正義）
（作词：秋元康　作曲：田嶋祐介　编曲：田口智則（日语：田口智則）、稲留春雄）
6. 《遗憾少女》（残念少女）
（作词：秋元康　作曲、编曲：野中MASA雄一）
7. 《口对口的巧克力》（口移しのチョコレート）
（作词：秋元康　作曲、编曲：Funta（日语：Funta））
8. 《单恋对角线》（片思いの対角線）
（作词：秋元康　作曲：岡田实音　编曲：百石元）
9. 《天国小子》（天国野郎）
（作词：秋元康　作曲、编曲：後藤次利）
10. 《心爱的娜塔莎》（愛しきナターシャ）
（作词：秋元康　作曲：吉野貴雄　编曲：田口智則、稲留春雄）
11. 《就要做女高中生》（女子高生はやめられない）
（作词：秋元康　作曲：宮島律子　编曲：武藤星児）
12. 《如能告白就好》（好きと言えば良かった）
（作词：秋元康　作曲：太田美知彦（日语：太田美知彦）　编曲：野中MASA雄一）
13. 《雀斑般的吻》（そばかすのキス）
（作词：秋元康　作曲：成瀬英樹　编曲：Funta）
14. 《蒲公英的决心》（タンポポの決心）
（作词：秋元康　作曲：山崎努　编曲：高島智明）

安可曲
1. 《B Stars》
（作词：秋元康　作曲：宮島律子　编曲：市川裕一）
2. 《横须贺弯道》（横須賀カーブ）
（作词：秋元康　作曲：山崎耀　编曲：佐藤準（日语：佐藤準））
3. 《谢谢你》（アリガトウ）
（作词：秋元康　作曲：近藤薫　编曲：近藤薫、富岡）

Team 研究生公演中没有演奏《偶像的黎明》一曲。

### 演出
- 《偶像的黎明》一曲中由成员们披露了乐器演奏，而间奏则是《星条旗永不落》。
- 《大家一起来》一曲中，间奏部分长台词由成员轮替披露。
- 《拳之正义》一曲中，成员们身着暴走族特攻服登场。
- 《天国小子》一曲中，成员全体成员在不同日子里进行不同的角色扮演。间奏的台词部分由分组曲4人轮流，而在M1st公演中，其余六名未参加本分组曲的成员会充当背景舞者。
- 《就要做女高中生》一曲中使用了熊布偶作为小道具，歌曲最后由猜拳获胜的成员摆出最终Pose。
- 安可呼叫时，成员们轮流表演一发艺，由于内容乏味而一度中止，在千秋乐公演时复活（研究生公演继续进行一发艺）。
- 《谢谢你》一曲的间奏部分中，依次念出出演全体成员的名字。

## AKB48 Team B 4th Stage「偶像的黎明」公演
- 公演期間：2009年2月8日 - 2010年4月16日
- 出演成员
浦野一美、多田爱佳、柏木由纪、片山陽加、小原春香、指原莉乃、田名部生来、仲川遥香、中塚智實、仲谷明香、仁藤萌乃、平嶋夏海、米澤瑠美、渡邊麻友、支援成员

※初演开始就缺员1人，且由于佐伯美香在长期休养（其后毕业），只剩下14人，因此实施由研究生等支援成员加入的体制。
- 分组曲担当
  - 遗憾少女（中塚、渡邊、（研究生））
研究生席位，主要由内田真由美担任
  - 口对口的巧克力（多田、柏木、平嶋）
  - 单恋对角线（仁藤、米澤、（研究生））
研究生席位，初演时由当时为研究生的近野莉菜担任，近野升格至Team K后主要由小森美果担任。
  - 天国小子（浦野、仲川、小原、仲谷）
  - 心爱的娜塔莎（田名部、指原、片山）
在这首歌曲中三人组成了限定组合“Team 猎人。”（チーム狩人。）。指原的名字是指原、田名部的名字是田名部、片山的名字是片山。并设定为与现实中的三人是不同人物。
- 《偶像的黎明》担当乐器（括弧内为代理成员）
  - 大鼓：内田（大場美奈）
  - 小鼓：仲川（藤本紗羅）
  - 钟琴：平嶋（内田、山内鈴蘭）
  - 铜钹：浦野（大家志津香）
  - 次中音长号：柏木
  - 低音长号：指原
  - 上低音号：渡邊（中田千智（中田ちさと））
  - 小号：米澤
  - 中音萨克斯风：片山
  - 长笛：仁藤
  - 单簧管：仲谷
  - 指挥棒：多田（岩佐美咲）

## AKB48 Team 研究生 Stage「偶像的黎明」公演
- 公演期間：2009年3月14日 - 2010年4月12日
- 出演成员按照下记unit曲组成，从各位置选出一人编成16人进行公演。
- 分组曲担当
  - 遗憾少女
    - 菊地彩香（菊地あやか）、三木、横山由依
    - 前田亚美、竹内美宥
    - 瓜屋茜、内田真由美、浅居円、大場美奈

  - 口对口的巧克力
    - 岩佐美咲、坂本莉央、絹本桃子
    - 野中美鄉、石井彩夏、石黑貴己
    - 内田真由美、郭、山内鈴蘭

  - 单恋对角线
    - 小森美果、森杏奈
    - 鈴木紫帆里、冨手麻妙、島崎遥香
    - 佐藤堇（佐藤すみれ）、佐野友里子、永尾玛利亚（永尾まりや）

  - 天国小子
    - 大家志津香、中村麻里子
    - 早乙女美树、村中聡美、藤本紗羅
    - 上遠野瑞穗、植木香、高松恵理
    - 石田晴香、伊藤彩夏、高松惠理

  - 心爱的娜塔莎
    - 松井咲子、石部郁、永尾玛利亚
    - 林彩乃、今井悠理枝、石黑貴己
    - 鈴木玛利亚（鈴木まりや）、島田晴香

## NMB48 Team M 1st Stage「偶像的黎明」公演
- 公演期間：2012年5月5日 -
- 出演成員
東由樹、太田里織菜、冲田彩华、川上礼奈、木下百花、小柳有沙、島田玲奈、城惠理子、高野祐衣、谷川愛梨、肥川彩愛、藤田留奈、三田麻央、村上文香、村瀬紗英、矢倉楓子、山岸奈津美、山本瞳（山本ひとみ）、山田菜菜、與儀凯拉（與儀ケイラ）
※原属Team M的小鷹狩佑香并没有出演此公演而于2012年5月6日毕业，因此从初次公演开始就是以少一人的体制来进行的。冲田彩华于5月31日升格。城恵理子于9月28日毕业。藤田留奈于10月3日辞退。东由树，小柳有沙，山本瞳三人于10月9日升格。太田里织菜于10月28日毕业（10月25日毕业公演）。肥川彩爱因为脚部受伤从10月29日开始修养，在12月22日毕业。山田菜菜从2013年5月21日起由Team N移动至Team M，5月30日首次出演此公演。山本瞳在5月30日毕业。小柳有沙在2014年3月2日毕业（2月7日毕业公演）。島田玲奈在4月7日毕业。
2014年1月11日开始的公演中对分组曲演出成员进行了洗牌。
- 分組曲
  - 1st分组
    - 遺憾少女（城→矢倉、村瀬、矢倉→山本)
    - 口對口的巧克力（肥川→山田、村上、山岸）
    - 單戀對角線（沖田、高野、與儀）
    - 天國小子（川上、木下、藤田→东、三田）
    - 心愛的娜塔莎（太田→小柳、島田、谷川）

  - 2nd分组
    - 遺憾少女（谷川、東、木下)
    - 口對口的巧克力（高野、島田、三田）
    - 單戀對角線（小柳、山岸、矢倉）
    - 天国野郎（研究生、山田、村瀬、村上）
    - 心愛的娜塔莎（川上礼、沖田、與儀）
- 《偶像的黎明》担当樂器
  - 大鼓：藤田→东
  - 小鼓：山岸
  - 鐵琴：與儀
  - 銅鈸：谷川
  - 次中音長號：肥川→山田
  - 低音長號：高野
  - 上低音号：太田→小柳
  - 小號：東→沖田
  - 中音薩克斯風：木下
  - 長笛：三田
  - 單簧管：川上
  - 指揮棒：城→矢倉

※B4th公演的《B Stars》一曲在本公演中沒有对应的曲目，取而代之的是歌曲串烧，另外《偶像的黎明》与《大家一起来》两曲也皆有少许改编。

## AKB48 Team 4 3rd Stage「偶像的黎明」公演
- 公演期間：2014年4月24日[2] -
- 出演成員
岩立沙穂、大川莉央、大森美優、岡田彩花、岡田奈奈、加藤玲奈、木崎由里亞（木﨑ゆりあ）、北澤早紀、小谷里歩、小林茉里奈、込山榛香、佐佐木優佳里、佐藤妃星、篠崎彩奈、澀谷凪咲、高島祐利奈、土保瑞希、西野未姫、前田美月、峯岸南（峯岸みなみ）、向井地美音、村山彩希、茂木忍
- 分組曲（◎代表center） （各曲各位置出演的成员有多种选择）

| 分組曲         | 公演初日演唱成員 | 代役之表演者           |
| -------------- | ---------------- | ---------------------- |
| 遺憾少女       | 篠崎彩奈         | 大川莉央、北澤早紀     |
| 遺憾少女       | ◎向井地美音      | 大川莉央               |
| 遺憾少女       | 込山榛香         | 佐藤妃星、岡田彩花     |
| 口對口的巧克力 | 岩立沙穂         | 大森美優、佐佐木優佳里 |
| 口對口的巧克力 | ◎木崎由里亞      | 土保瑞希、岡田奈奈     |
| 口對口的巧克力 | 村山彩希         |                        |
| 單戀對角線     | 高島祐利奈       | 大川莉央、土保瑞希     |
| 單戀對角線     | ◎加藤玲奈        | 高島祐利奈、西野未姫   |
| 單戀對角線     | 澀谷凪咲         | 北澤早紀、込山榛香     |
| 天國小子       | 佐佐木優佳里     | 前田美月               |
| 天國小子       | ◎西野未姫        | 佐藤妃星               |
| 天國小子       | 峯岸南           | 前田美月               |
| 天國小子       | 小林茉里奈       | 前田美月               |
| 心愛的娜塔莎   | 茂木忍           | 土保瑞希               |
| 心愛的娜塔莎   | ◎岡田奈奈        | 大森美優               |
| 心愛的娜塔莎   | 小谷里歩         | 岡田彩花、前田美月     |

- 《偶像的黎明》担当樂器
  - 大鼓：高島
  - 小鼓：佐佐木
  - 鐵琴：篠崎
  - 銅鈸：茂木
  - 次中音長號：木崎、土保
  - 低音長號：向井地、大川
  - 上低音号：西野、前田美
  - 小號：小林茉
  - 中音薩克斯風：峯岸、佐藤妃
  - 長笛：岡田奈、大森
  - 單簧管：小谷、岡田彩
  - 指揮棒：加藤
- 《B Stars》变为《4 Stars》。
- 《單戀對角線》并没有伴舞出场。

## SNH48 Team HII 3rd Stage「偶像的黎明」公演
- 公演期間：2016年3月26日[3]－2016年12月11日
- 出演成員（初日成员）：陈怡馨、郝婉晴、刘炅然、林楠、刘佩鑫、李清扬、王柏硕、王璐、吴燕文、徐晗、谢妮、徐伊人、许杨玉琢、杨惠婷、袁丹妮、袁航、张昕
- 分組曲擔當
  - 《少女的遺憾》：谢妮、杨惠婷、李清扬
  - 《巧克力之吻》：刘炅然、陈怡馨、许杨玉琢
  - 《單戀對角線》：张昕、王璐、徐伊人
  - 《天國小子》：徐晗、郝婉晴、王柏硕、袁航
  - 《娜塔莎》：刘佩鑫、吴燕文、林楠
- 《偶像的黎明》担当乐器
  - 大鼓：林楠
  - 小鼓：陈怡馨
  - 铁琴：王柏硕
  - 铜钹：郝婉晴
  - 长号：许杨玉琢、徐晗
  - 上低音号：吴燕文
  - 小号：刘炅然
  - 中音萨克斯风：刘佩鑫
  - 长笛：谢妮
  - 单簧管：袁航
  - 指挥棒：张昕
- 《B Stars》改编成了《H Stars》

## 錄音室收錄CD
公演曲由公演成員收錄。

### Team B 4th Stage「偶像的黎明」（CD）
這是以Team B名義出的第一張CD。
- 收錄成員
浦野一美、多田愛佳、柏木由紀、片山陽加、小原春香、指原莉乃、田名部生來、仲川遙香、中塚智実、仲谷明香、仁藤萌乃、平嶋夏海、米澤瑠美、渡邊麻友、內田真由美（研究生）、小森美果（研究生）[5]、近野莉菜（研究生）[6]
- 收錄曲
  1. overture
  2. 偶像的黎明
  3. 大家一起來
  4. 春風吹拂時
  5. 拳之正義
  6. 遺憾少女（歌：中塚、渡邊、内田）
  7. 口對口的巧克力（歌：多田、柏木、平嶋）
  8. 單戀對角線（歌：小森或近野、仁藤、米澤）
  9. 天國小子（歌：浦野、仲川、小原、仲谷）
  10. 心愛的娜塔莎（歌：田名部、指原、片山）
  11. 就要做女高中生
  12. 如能告白就好
  13. 雀斑般的吻
  14. 蒲公英的決心
  15. B Stars
  16. 橫須賀彎道
  17. 謝謝你
- 再发盘的Disc 2包含各首歌曲的off vocal版本

### Team M「偶像的黎明」
- 收錄成員
東由樹、沖田彩華、川上禮奈、木下百花、小柳有沙、島田玲奈、高野祐衣、谷川愛梨、三田麻央、村上文香、村瀬紗英、矢倉楓子、山岸奈津美、山田菜菜、山本瞳、與儀凱拉
- 收錄曲
  1. overture
  2. 偶像的黎明
  3. 大家一起來
  4. 春風吹拂時
  5. 拳之正義
  6. 遺憾少女（歌：矢倉、村瀬、山本）
  7. 口對口的巧克力（歌：山田、村上、山岸）
  8. 單戀對角線（歌：沖田、高野、與儀）
  9. 天國小子（歌：川上、木下、東、三田）
  10. 心愛的娜塔莎（歌：小柳、島田、谷川）
  11. 就要做女高中生
  12. 如能告白就好
  13. 雀斑般的吻
  14. 蒲公英的決心
  15. B Stars
  16. 橫須賀彎道
  17. 謝謝你

## 劇場公演DVD、microSD

### Team B 4th Stage「偶像的黎明」（DVD、microSD）
- 收錄成員
浦野一美、多田愛佳、柏木由紀、片山陽加、小原春香、指原莉乃、田名部生來、仲川遙香、中塚智実、仲谷明香、仁藤萌乃、平嶋夏海、米澤瑠美、渡邊麻友、小森美果（研究生）、內田真由美（研究生）
- 收錄曲
  1. overture
  2. 偶像的黎明
  3. 大家一起來
  4. 春風吹拂時
  5. 拳之正義
  6. 遺憾少女（歌：中塚、渡邊、内田）
  7. 口對口的巧克力（歌：多田、柏木、平嶋）
  8. 單戀對角線（歌：小森、仁藤、米澤）
  9. 天國小子（歌：浦野、仲川、小原、仲谷）
  10. 心愛的娜塔莎（歌：田名部、指原、片山）
  11. 就要做女高中生
  12. 如能告白就好
  13. 雀斑般的吻
  14. 蒲公英的決心
  15. B Stars
  16. 橫須賀彎道
  17. 謝謝你